# غراهام ريتشارد
غراهام ريتشارد (بالإنجليزية: Graham Richard)‏ هو سياسي أمريكي، ولد في 8 سبتمبر 1944 في فورت واين في الولايات المتحدة. نشط حزبياً في الحزب الديمقراطي. وقد انتخب عضو مجلس ولاية إنديانا.